# Pochet du Courval
Pochet du Courval est un groupe industriel dont le siège est situé en France. Il est spécialisé dans la fabrication de flacons de parfum pour l'industrie du luxe. 
La fabrique de Guimerville (Seine-Maritime) a été fondée en 1623.

## Organisation

### Direction
Depuis sa création, le groupe a eu pour dirigeants :
- Charles Colonna de Giovellina : à partir de 1919
- Gabriel Colonna de Giovellina : de 1987 à 2008
- Irène Gosset (née Colonna de Giovellina) : depuis 2009

### Implantations
Le groupe possède une usine à Beaugency (Loiret) et une à Gamaches (Somme).

### Sensibilité aux approvisionnements en gaz
Pendant l'hiver 2022-2023, comme d'autres industriels de la verrerie, le groupe est affecté par la crise énergétique,.